# NGC 333
 NGC 333 là một thiên hà dạng hạt đậu nằm cách xa khoảng 755 triệu năm ánh sáng  trong chòm sao Kình Ngư. Nó được phát hiện vào năm 1877 bởi Wilhelm Tempel. Nó có một thiên hà đồng hành, được đặt tên là PGC 3073571, được coi là một cặp NGC 333 vật lý.